# Mohamed Nasheed
Mohamed Nasheed (in dhivehi މުހައްމަދު ނަޝީދު; Male, 17 maggio 1967) è un politico maldiviano, presidente delle Maldive dall'11 novembre del 2008 al 7 febbraio 2012.
Nasheed è stato più volte soprannominato "Mandela delle Maldive", a sottolineare l'attenzione della sua politica per la tematica sociale e la difesa dei diritti umani. Il Time Magazine l'ha definito "Hero of the Environment", a causa del suo noto impegno per l'ecosostenibilità e la lotta al cambiamento climatico. Fondatore del Partito Democratico Maldiviano, nel corso degli anni è stato un aperto critico dell'ex presidente Maumoon Abdul Gayoom e delle sue politiche, tanto da essere arrestato e condannato più volte. La nota testata Il Post ha inserito Mohamed Nasheed nell'elenco dei dieci leader più rispettati al mondo.

## Biografia

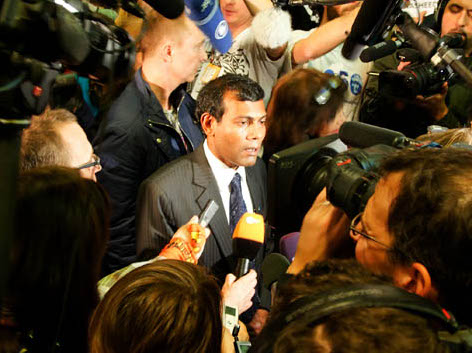
Nasheed durante il 2009 United Nations Climate Change Conference di Copenaghen.

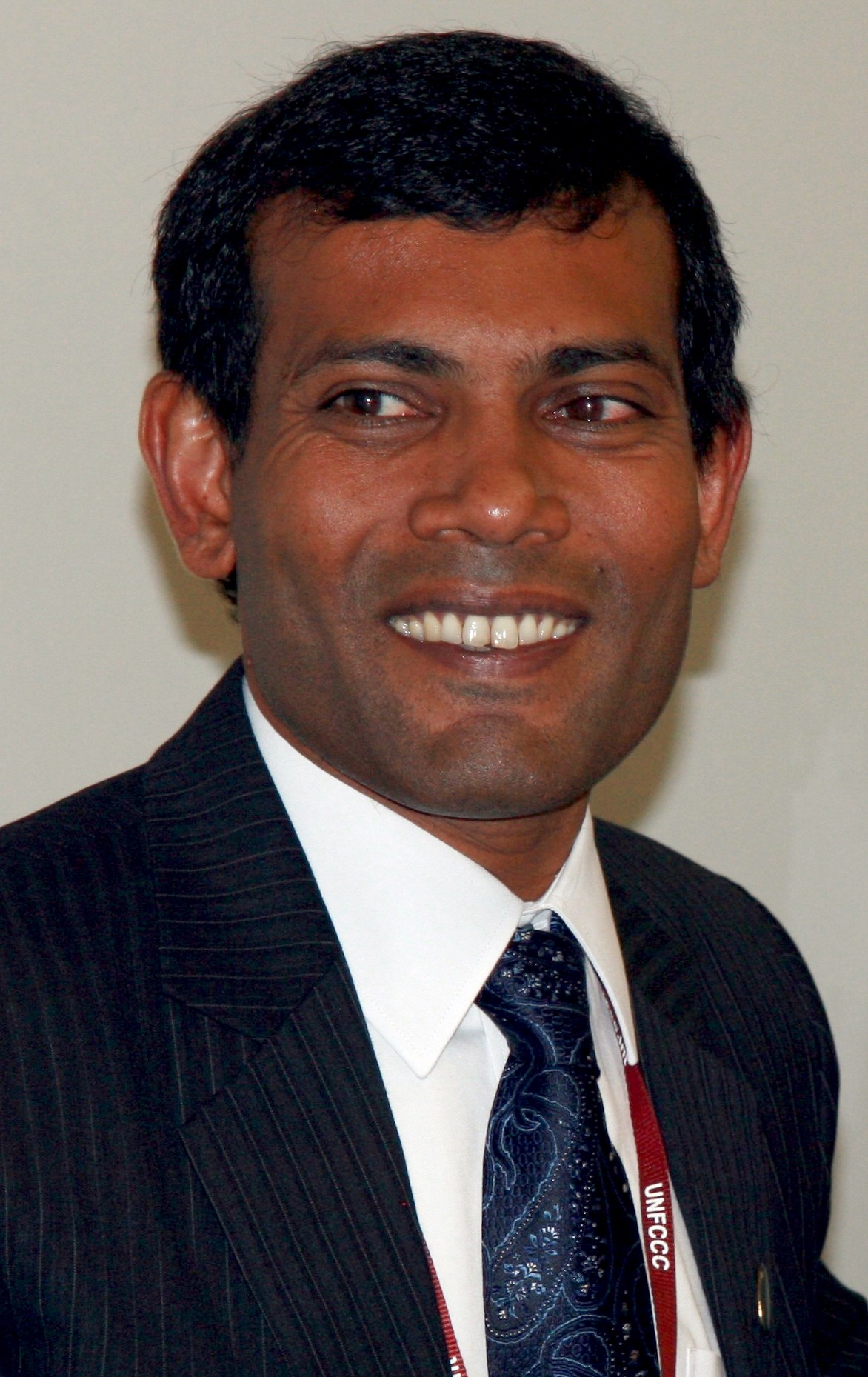
Nasheed ad un incontro del Programma delle Nazioni Unite per lo sviluppo.

### I primi anni e la lotta al regime
Nato e cresciuto a Male, nelle Maldive, il giovane Mohamed Nashed iniziò la sua carriera scolastica alla Majeediyya School per poi trasferirsi nello Sri Lanka, a Colombo, dove concluse gli studi presso la Overseas School. Nel 1982 si trasferì nel Regno Unito per intraprendere i suoi studi di livello secondario presso la Dauntsey's School nel Wiltshire. Sempre qui proseguì gli studi universitari per laurearsi nel 1989 presso il Politecnico di Liverpool.
Nel 1990, a soli 23 anni, Nasheed tornò alle Maldive ed iniziò a collaborare con la rivista politica Sangu nel ruolo di giornalista e assistente alla redazione. Qui mosse i primi passi nella politica ed in particolar modo nella dissidenza, criticando ampiamente il regime autocratico del presidente Maumoon Abdul Gayoom che in quegli anni governava le Maldive. È proprio a causa di uno dei suoi articoli critici che Nasheed nel 1991 fu arrestato e torturato, guadagnandosi il titolo di prigioniero di coscienza di Amnesty International.
Nel 1992 venne accusato dal governo delle Maldive di nascondere informazioni di rilevanza nazionale e di essere a conoscenza di un complotto che prevedeva un bombardamento; per questo fu condannato a tre anni di carcere anche se ne sconterà solo uno, venendo rilasciato nel 1993. Seguirono però altri arresti nel 1994 e nel 1995, anni in cui nel paese si stavano preparando le elezioni, che Nasheed criticherà e commenterà in un articolo che gli costerà un altro arresto e un'incarcerazione nel 1996. Durante i periodi in carcere Mohamed Nasheed si dedico allo studio e alla scrittura e in seguito pubblicò diversi libri sulla storia del suo Paese.

### L'espatrio
Ciò nonostante nel 1999 Mohamed Nasheed riesce a diventare un membro del parlamento delle Maldive come rappresentante della sua città natale, Male, ma poco dopo l'elezione viene costretto a rinunciare alla carica a causa di alcune accuse di furto. Nel 2003 la morte ingiusta di un carcerato di soli 19 anni, Hassan Evan Naseem, diventa un caso in tutto il paese e scatena rivolte carcerarie e disordini civili antigovernativi, sempre brutalmente repressi dal governo. Il crescendo delle proteste e del dissenso, ed il conseguente pugno duro del governo porta Nasheed ad allontanarsi per due anni con l'obiettivo di preparare un'alternativa politica al governo autoritario. Si ritira quindi con Mohamed Latheef prima in Sri Lanka ed in seguito nel Regno Unito, dove ottiene la protezione in qualità di immigrato politico, e qui si adopera per formare in Partito Democratico delle Maldive che vedrà l'ufficialità nel 2003 ma verrà dichiarato legale solo nel 2005.

### Il rientro in patria e la carriera politica
Rientrato alle Maldive nel 2005, e con l'ufficialità del suo partito, Mohamed Nasheed si butta anima e corpo nella politica, nonostante il regime fosse ancora in piedi anche se notevolmente indebolito dall'atmosfera di dissenso ed il mancato appoggio internazionale. Durante una manifestazione, il 12 agosto 2005, Nasheed viene nuovamente arrestato, questa volta con l'accusa di alto terrorismo ma l'opinione pubblica si schiera a suo favore. Nel 2008 il governo di Gayoom, ormai provato, annuncia le prime elezioni presidenziali delle Maldive.

## Primo presidente delle Maldive
Nasheed si candida per il Partito Democratico nelle elezioni presidenziali del 2008, ha sconfitto il Presidente in carica al secondo turno, diventando il primo Presidente delle Maldive eletto democraticamente.
Tra i suoi obiettivi c'è quello di guidare il paese in una transizione pacifica verso un paese democratico. Uno dei compiti più importanti di Nasheed è il fronte della libertà religiosa, inesistente durante il governo del suo predecessore, e tra i primi obiettivi che il suo governo si propone di raggiungere.
Un documentario sugli sforzi di Nasheed di combattere i cambiamenti climatici, The island President, è stato filmato tra il 2009 ed il 2010. È diretto da Jon Shenk, prodotto dalla Actual Films e contiene una colonna sonora con canzoni dei Radiohead. Il film ha vinto il Cadillac People's Choice Documentary Award al Toronto international Film Festival del 2011.

### Il golpe e le dimissioni
Si è dimesso il 7 febbraio 2012, dopo un tentativo di colpo di Stato da parte delle forze armate del suo paese, pronunciando il suo discorso di dimissioni dopo essere stato confinato nel palazzo presidenziale ad opera delle forze di sicurezza. In questo frangente Nasheed ha spiegato alla comunità nazionale ed internazionale di lasciare l'incarico perché non vuole governare con il potere. Ad assumere la carica fino alla fine mandato (2013) è stato il suo vice Mohammed Waheed Hassan.
In seguito Mohamed Nasheed, in una lettera al New York Times, accuserà proprio il suo vice Hassan di aver partecipato all'organizzazione del golpe, collaborando con i sostenitori del vecchio regime di Gayoom.
L'8 ottobre successivo, mentre preparava la sua campagna elettorale per le elezioni presidenziali del 2013, viene arrestato dalla polizia locale assieme ad alcuni parlamentari del suo partito per essersi rifiutato di comparire davanti a un tribunale con l'accusa di abuso di potere.
In occasione delle elezioni presidenziali del 2013, svoltesi il 7 settembre 2013, ha ottenuto il 45,5%, ma la votazione è stata annullata dalla Corte suprema e ripetuta. Il 9 novembre successivo ha nuovamente conquistato un buon risultato, passando al ballottaggio contro Abdulla Yameen con il 46,9%.
Il 22 febbraio 2015, dopo essere passato all'opposizione, è stato tratto in arresto con l'accusa di terrorismo, per aver ordinato, quand'era presidente, l'arresto di un giudice nel 2012. Il 14 marzo 2015 è stato condannato a 13 anni di carcere. Amnesty International ha descritto la condanna come "politicamente motivata" ed il Dipartimento di Stato degli Stati Uniti ha espresso preoccupazione per "l'apparente mancanza di appropriate procedure penali durante il processo".
Nel 2016 ha ottenuto asilo nel Regno Unito, dove si era recato per sottoporsi ad un intervento medico.
Il 6 maggio 2021 viene lievemente ferito a seguito di un'esplosione.

### L'attenzione per l'ambiente
Mohamed Nasheed è ricordato in particolar modo per l'impegno ambientale. La sua politica è stata caratterizzata dall'ambizione di rendere le Maldive il primo paese carbon neutral del mondo, attuando una lunga serie di azioni e iniziative volte a rendere il paese un paradiso di sostenibilità e ad evitare che il suo popolo diventi un rifugiato climatico.
Nel marzo 2009, poco dopo l'inizio del suo mandato, Nasheed promuove diverse misure atte a implementare l'utilizzo di energie rinnovabili, riducendo al minimo le emissioni dei gas climalteranti responsabili dell'inquinamento atmosferico. Per i costi molto elevati delle operazioni eco friendly, per cui è stato ampiamente criticato, Nasheed istituisce un fondo grazie ai proventi del turismo, che ha l'obiettivo di garantirsi l'acquisto di un nuovo territorio nel caso in cui le misure non fossero state necessarie a fermare l'innalzamento delle acque.
Nasheed ha sviluppato anche un piano di grandi investimenti per sviluppare le fonti di energia alternative, come l'eolico, il fotovoltaico, e il biochar (un carbone biologico che viene creato con gli scarti delle noci di cocco). Si è fatto notare dall'opinione pubblica internazionale per i suoi gesti talvolta plateali, come installare con le sue mani dei pannelli solari sul tetto della sua abitazione, o organizzare una sessione speciale del consiglio dei ministri subacquea (a sei metri di profondità) per ratificare un appello internazionale.